# ドキドキ!プリキュア サウンドアルバム
『ドキドキ!プリキュア サウンドアルバム』は、東堂いづみ原作によるアニメシリーズ第10作『ドキドキ!プリキュア』のボーカルアルバム、オリジナル・サウンドトラックシリーズ。

## ボーカルアルバム

### Jump up, GIRLS!
『ドキドキ!プリキュア』初のボーカルアルバムで、主題歌・新録曲やメインキャラクターのイメージソングを全12曲収録している。オープニングテーマ・エンディングテーマもフルサイズで収録。初回封入特典として、ジャケットイラストステッカーが同梱されている。ジャケットイラストには、プリキュアの5人がプリントされている。五條真由美とうちやえゆかはコーラスで参加している。また、林ももこは『フレッシュプリキュア!』（当時、林桃子名義）以来の楽曲参加となる。
1. Happy Go Lucky!ドキドキ!プリキュア [3:25]
歌：黒沢ともよ
作詞：藤林聖子、作曲：清岡千穂、編曲：池田大介
2. プリキュアTyphooooon! [3:56]
歌：吉田仁美
作詞：只野菜摘、作曲：小杉保夫、編曲：水島康貴
3. Heart style [4:46]
歌：生天目仁美（キュアハート）
作詞：青木久美子、作曲：浅田直、編曲：水島康貴
4. COCORO♦Diamond [4:44]
歌：寿美菜子（キュアダイヤモンド）
作詞：大森祥子、作曲：浅田直、編曲：中畑丈治
5. CLOVER〜オトメの祈り〜 [4:04]
歌：渕上舞（キュアロゼッタ）
作詞：青木久美子、作曲：小杉保夫、編曲：前田克樹
6. ジコチューやろう [3:47]
歌：岩崎征実（ジコチュー）
作詞：只野菜摘、作曲・編曲：中山浩佑
7. 夏の流星群 [3:50]
歌：生天目仁美（相田マナ）＆寿美菜子（菱川六花）
作詞：青木久美子、作曲：林ももこ、編曲：安保一平
8. 5minutes [3:42]
歌：釘宮理恵（キュアエース）
作詞：只野菜摘、作曲：間瀬公司、編曲：前田克樹
9. 左胸Jewel [5:03]
歌：宮本佳那子（キュアソード）
作詞：大森祥子、作曲・編曲：前田克樹
10. フォルテ〜Jump up Girls!〜 [4:18]
歌：黒沢ともよ
作詞：大森祥子、作曲：小杉保夫、編曲：水島康貴
11. I'm home [3:27]
歌：林ももこ
作詞・作曲：林ももこ、編曲：安保一平
12. この空の向こう [3:45]
歌：吉田仁美
作詞：利根川貴之、作曲：Dr.Usui、編曲：Dr.Usui・利根川貴之

### 100%プリキュアDAYS☆
『ドキドキ!プリキュア』のボーカルアルバム第2弾で、後期エンディングテーマ・新録曲やメインキャラクターのイメージソングを全11曲収録している。初回封入特典として、ジャケットサイズ・ステッカーが同梱されている。ジャケットイラストには、プリキュアの5人がプリントされている。
1. ドキドキ Power!!! [3:32]
歌：池田彩
作詞：六ツ見純代、作曲：高取ヒデアキ、編曲：籠島裕昌
2. 一番星 [4:56]
歌：キュアハート（生天目仁美）
作詞：Funta3、作曲：Funta7、編曲：Funta7
3. 大切なタカラモノ [4:25]
歌：キュアロゼッタ（渕上舞）
作詞：実ノ里、作曲：堀江晶太、編曲：堀江晶太
4. Clear Eyes [4:54]
歌：キュアダイヤモンド（寿美菜子）
作詞：六ツ見純代、作曲：藤澤健至、編曲：藤澤健至
5. dance at dawn [4:55]
歌：キュアソード（宮本佳那子）
作詞：木本慶子、作曲：今泉洋、編曲：今泉洋
6. 愛の力 [4:27]
歌：キュアエース（釘宮理恵）
作詞：瀬名恵、作曲：梅堀淳/スワベック・コバレフスキ、編曲：梅堀淳/スワベック・コバレフスキ
7. あたしが一番 [3:46]
歌：レジーナ（渡辺久美子）
作詞：瀬名恵、作曲：藤澤健至、編曲：藤澤健至
8. きゅぴらっぱ〜 [3:37]
歌：アイちゃん（今井由香）
作詞：実ノ里、作曲：斎藤悠弥、編曲：斎藤悠弥/スナイパー院長
9. プリキュアDAYS☆ [3:26]
歌：吉田仁美
作詞：六ツ見純代、作曲：高取ヒデアキ、編曲：丘ナオキ
ABCラジオ『吉田仁美のプリキュアラジオ キュアキュア♡プリティ』2014年5月エンディングテーマ
10. 負けない翼で [4:39]
歌：黒沢ともよ
作詞：Funta3、作曲：高木洋、編曲：高木洋
11. ラブリンク [3:34]
歌：吉田仁美
作詞：利根川貴之、作曲：Dr.Usui、編曲：Dr.Usui & Wicky.Recordings

### ボーカルベスト
『ドキドキ!プリキュア』ボーカルアルバム第1弾と第2弾から厳選したベスト・アルバム。プリキュアたちが歌うキャラクターソングを収録しており、加えて劇中歌である「〜SONGBIRD〜」と『プリキュア ボーカルベストBOX』にショートバージョンが収録された歴代主題歌歌手による主題歌メドレーのフルバージョンも収録されている。
ジャケットイラストには、提供クレジットで使われた私服のプリキュア・妖精達のイラストがプリントされている。
1. Happy Go Lucky!ドキドキ!プリキュア [3:25]
歌：黒沢ともよ
作詞：藤林聖子、作曲：清岡千穂、編曲：池田大介
2. Heart style [4:46]
歌：生天目仁美（キュアハート）
作詞：青木久美子、作曲：浅田直、編曲：水島康貴
3. COCORO♦Diamond [4:43]
歌：寿美菜子（キュアダイヤモンド）
作詞：大森祥子、作曲：浅田直、編曲：中畑丈治
4. CLOVER〜オトメの祈り〜 [4:03]
歌：渕上舞（キュアロゼッタ）
作詞：青木久美子、作曲：小杉保夫、編曲：前田克樹
5. 左胸Jewel [5:03]
歌：宮本佳那子（キュアソード）
作詞：大森祥子、作曲・編曲：前田克樹
6. 5minutes [3:41]
歌：釘宮理恵（キュアエース）
作詞：只野菜摘、作曲：間瀬公司、編曲：前田克樹
7. フォルテ〜Jump up Girls!〜 [4:18]
歌：黒沢ともよ
作詞：大森祥子、作曲：小杉保夫、編曲：水島康貴
8. 夏の流星群 [3:50]
歌：生天目仁美（相田マナ）＆寿美菜子（菱川六花）
作詞：青木久美子、作曲：林ももこ、編曲：安保一平
9. 一番星 [4:56]
歌：キュアハート（生天目仁美）
作詞：Funta3、作曲：Funta7、編曲：Funta7
10. Clear Eyes [4:55]
歌：キュアダイヤモンド（寿美菜子）
作詞：六ツ見純代、作曲：藤澤健至、編曲：藤澤健至
11. 大切なタカラモノ [4:25]
歌：キュアロゼッタ（渕上舞）
作詞：実ノ里、作曲：堀江晶太、編曲：堀江晶太
12. 〜SONGBIRD〜 [3:25]
歌：宮本佳那子（キュアソード/剣崎真琴）
作詞：六ツ見純代、作曲：清岡千穂、編曲：大久保薫
13. 愛の力 [4:28]
歌：キュアエース（釘宮理恵）
作詞：瀬名恵、作曲：梅堀淳/スワベック・コバレフスキ、編曲：梅堀淳/スワベック・コバレフスキ
14. プリキュアメドレー2013（Full Version） [6:27]
メドレー編曲：大石憲一郎
歌：五條真由美、うちやえゆか、工藤真由、宮本佳那子、茂家瑞季、林ももこ、池田彩、吉田仁美、黒沢ともよ
15. この空の向こう [3:47]
歌：吉田仁美
作詞：利根川貴之、作曲：Dr.Usui、編曲：Dr.Usui・利根川貴之
16. ラブリンク [3:34]
歌：吉田仁美
作詞：利根川貴之、作曲：Dr.Usui、編曲：Dr.Usui & Wicky.Recordings

## オリジナル・サウンドトラック

### テレビシリーズ1
ABC・テレビ朝日系放送テレビアニメ『ドキドキ!プリキュア』のオリジナル・サウンドトラック第1弾。収録されている全39曲のBGMは高木洋が制作を担当。また、主題歌の『Happy Go Lucky!ドキドキ!プリキュア』と『この空の向こう』両曲のテレビサイズ・バージョンとHeartful Instrumentalを収録。初回限定封入特典としてジャケットサイズ・ステッカーが同梱された。ジャケットイラストには、4人のプリキュアがプリントされている。
1. 最後の守護者 [1:43]
2. Happy Go Lucky!ドキドキ!プリキュア（TV size） [1:31]
3. とびっきりの朝 [1:19]
4. サブタイトル [0:12]
5. マナのテーマ [1:42]
6. キュンキュンしちゃうよ [1:14]
7. 心の闇を解き放て! [1:35]
8. ジコチュー大暴れ [1:37]
9. プリキュア・ラブリンク! [2:02]
10. 届け!マイスイートハート! [1:39]
11. 静かな夜 [1:21]
12. 優雅な日常 [1:34]
13. 思いがけない事態!? [1:19]
14. 友情の絆 [1:17]
15. もしかして、もしかして… [1:08]
16. 反発する心 [1:11]
17. さみしさを感じるとき [1:11]
18. 大切な気持ち [1:41]
19. この空の向こう 〜Heartful Instrumental〜 [1:52]
20. マナの想い [1:40]
21. ドキドキ!キャッチ A [0:09]
22. ドキドキ!キャッチ B [0:10]
23. ジコチューのたくらみ [1:40]
24. 待ち受ける罠 [1:06]
25. 悲劇の記憶 [1:16]
26. 試練を乗り越えて [1:22]
27. くじけない心 [1:07]
28. 小さな奇跡 [1:31]
29. 思い出のトランプ王国 [1:52]
30. なぞのイケメン?ジョー岡田 [1:24]
31. おかしな仲間たち [1:26]
32. アイちゃんのテーマ [1:32]
33. がんばるガールズ [1:05]
34. やさしい夕暮れ [1:14]
35. 妖しい気配 [1:21]
36. ジコチューの挑戦 [1:25]
37. 互角の攻防 [1:09]
38. 危機また危機 [1:45]
39. 颯爽!ドキドキ!プリキュア [1:30]
40. Happy Go Lucky!ドキドキ!プリキュア 〜Heroic Instrumental〜 [1:45]
41. 天気晴朗なり [1:02]
42. この空の向こう（TV size） [1:35]
43. 胸のキュンキュン止まらないよ! [0:29]

### 映画サウンドトラック
2013年10月26日に公開の劇場版『映画 ドキドキ!プリキュア マナ結婚!!?未来につなぐ希望のドレス』のオリジナル・サウンドトラック。収録されている28曲のBGMは高木洋が制作を担当。また、主題歌の映画sizeを収録。初回限定封入特典としてジャケットサイズ・ステッカーが同梱された。
1. Happy Go Lucky! ドキドキ！プリキュア（映画size） [1:31]
作詞：藤林聖子、作曲：清岡千穂、編曲：池田大介、歌：黒沢ともよ
2. 愛のおまじない [1:25]
3. 月夜の異変 [1:45]
4. 想い出のしらべ [0:36]
5. セバスチャンの救援 [0:38]
6. プリキュア・ラブリンク! [2:02]
7. 忘れられし者対プリキュア [0:49]
8. 復活する人形 [0:44]
9. プリキュア・ラブリーフォースアロー! [1:42]
10. 牙をむくマシュー [2:30]
11. オモイデの世界 [1:46]
12. マナ困惑す [0:25]
13. ダビィの活躍 [1:00]
14. オモイデの中へ [0:49]
15. 闇に落ちるマナ [1:01]
16. 決意のプリキュア [1:33]
17. プリキュア反撃 [1:27]
18. 戦うキュアソード [1:33]
19. 愛の切り札キュアエース! [1:37]
20. 力尽きるプリキュア [0:38]
21. 未来につなぐ想い [2:42]
22. マロの想い出〜悲しき怒り [1:25]
23. マナのまごころ [1:11]
24. 本当の敵 [0:59]
25. ミラクルライトの奇跡 [1:48]
26. 未来を賭けた戦い [1:58]
27. プリキュア・ラブリーストレートフラッシュ! [1:35]
28. 別れ、そして希望の矢 [1:41]
29. また会おうね [1:53]
30. ラブリンク（映画size） [2:05]
作詞：利根川貴之、作曲：Dr.Usui、編曲：Dr.Usui&Wicky.Recording、歌：吉田仁美

### テレビシリーズ2
ABC・テレビ朝日系放送テレビアニメ『ドキドキ!プリキュア』のオリジナル・サウンドトラック第2弾。収録されている全43曲のBGMは高木洋が制作を担当。また、主題歌のInstrumentalバージョンと後期エンディングテーマのテレビサイズ・バージョンを収録。初回限定封入特典としてジャケットサイズ・ステッカーが同梱された。ジャケットイラストには、5人のプリキュアがプリントされている。
1. 新たなる希望 [1:05]
2. 愛の切り札キュアエース! [1:37]
3. ときめきなさい!エースショット! [1:42]
4. はりきるガールズ [1:19]
5. 妖精もたいへんだ [1:13]
6. 華やぐ時間 [1:24]
7. この空の向こう 〜Joyful Instrumental〜 [1:50]
8. ざわめく心 [1:08]
9. 緊張高まる [1:05]
10. ゆれる想い [1:10]
11. 悪の帝王キングジコチュー [1:48]
12. 絶対の危機 [1:16]
13. ぎりぎりの脱出 [1:19]
14. 胸にともる灯り [1:26]
15. 哀切 [1:31]
16. 奪われた希望 [1:27]
17. Happy Go Lucky! ドキドキ!プリキュア 〜Sentimental Instrumental〜 [2:29]
18. ロイヤルクリスタル [1:20]
19. 聖なる戦士の伝説 [1:16]
20. 邪悪な陰謀 [1:33]
21. 強敵登場 [1:34]
22. プリキュア･ラブリーストレートフラッシュ! [1:34]
23. 笑顔の法則 [1:35]
24. 元気はつらつ! [1:13]
25. のほほんタイム [1:11]
26. あんびりーばぶる!? [1:19]
27. ハートのすれ違い [1:16]
28. 友情のワルツ [1:08]
29. イヤな予感 [1:08]
30. なんだかヘンだぞ [1:13]
31. 危険な胸騒ぎ [1:10]
32. 闘志を燃やして [1:32]
33. 悲しき宿命 [1:21]
34. 愛のために [2:07]
35. 大侵攻 [1:46]
36. ジコチュー大暴走 [1:30]
37. 果てなき追撃 [1:06]
38. 立ちすくむ明日 [1:06]
39. 進むべき道 [1:17]
40. 不屈のプリキュア [1:35]
41. プリキュア･ロイヤルラブリーストレートフラッシュ! [1:42]
42. 愛の王国 [2:01]
43. やすらぎの風 [1:53]
44. 明日もキュンキュンだよ! [1:12]
45. ラブリンク (TVsize) [1:32]

## キャラクターアルバム

### 〜SONGBIRD〜
『ドキドキ!プリキュア』シリーズ初のキャラクターアルバムで、劇中で重要な役割を担うプリキュアのキュアソード／剣崎真琴（CV:宮本佳那子）の単独アルバム。劇中のCMより剣崎真琴のデビューアルバムと宣伝されている。
番組挿入歌・POPでキャッチーな新録曲を全8曲収録している。ジャケットイラストには、アイドル衣装を着た剣崎真琴の姿がプリントされている。初回限定封入特典として、ジャケットイラストを使用したジャケットサイズ・ステッカーが同梱されている。
1. 〜SONGBIRD〜 [3:24]
作詞：六ツ見純代、作曲：清岡千穂、編曲：大久保薫
2. 勇気の花 [3:39]
作詞：実ノ里、作曲・編曲：山口朗彦
3. HOLY SWORD〜勇気はキズナ〜 [4:05]
作詞：六ツ見純代、作曲：山口朗彦、編曲：河合英嗣
4. 星空の帰り道 [4:42]
作詞：青木久美子、作曲：山崎寛子、編曲：菊谷知樹
5. Missing Piece [4:06]
作詞：青木久美子、作曲・編曲：山口朗彦
6. 笑顔のプレゼント [4:15]
作詞：うらん、作曲・編曲：松田彬人
7. 夢見るリグレット [3:40]
作詞：実ノ里、作曲：山口朗彦、編曲：西岡和哉
8. こころをこめて [5:44]
作詞：六ツ見純代、作曲：山口朗彦、編曲：大久保薫